# Judith Plá
Judith Plá i Roig (* 2. Mai 1978 in Barcelona) ist eine ehemalige spanische Leichtathletin, die sich auf den Langstreckenlauf spezialisiert hat.

## Sportliche Laufbahn
Erste internationale Erfahrungen sammelte Judith Plá bei den Crosslauf-Europameisterschaften 1996 in Charleroi, bei denen sie nach 11:21 min auf den fünften Platz im U20-Rennen gelangte. Im Jahr darauf wurde sie bei den Crosslauf-Weltmeisterschaften 1997 in Turin nach 15:46 min 15. im U20-Rennen und belegte dann im Juni bei den Junioreneuropameisterschaften in Ljubljana in 16:47,91 min den vierten Platz im 5000-Meter-Lauf. Im Dezember lief sie bei den Crosslauf-Europameisterschaften in Oeiras nach 9:42 min auf dem 19. Platz im U20-Rennen ein. 1999 gelangte sie bei den U23-Europameisterschaften in Göteborg mit 16:11,67 min auf den elften Platz über 5000 Meter und bei den Crosslauf-Weltmeisterschaften 2001 in Ostende wurde sie nach 16:10 min 43. im Einzelrennen. Im September belegte sie bei den Mittelmeerspielen in Tunis in 17:18,07 min den elften Platz über 5000 Meter. Im Jahr darauf wurde sie bei den Crosslauf-Weltmeisterschaften 2002 in Dublin nach 14:32 min 40. über die Kurzdistanz und 2003 belegte sie bei der Sommer-Universiade in Daegu in 15:55,97 min den fünften Platz über 5000 Meter. Bei den Crosslauf-Weltmeisterschaften 2004 in Brüssel lief sie nach 30:06 min auf dem 54. Platz über die Langdistanz ein und im August belegte sie bei den Ibero-Amerikanischen Meisterschaften in Huelva in 9:11,20 min den vierten Platz im 3000-Meter-Lauf. Bei den Crosslauf-Weltmeisterschaften 2005 in Saint-Étienne wurde sie in 29:57 min 54. über die Langdistanz und im Jahr darauf klassierte sie sich bei den Crosslauf-WM in Fukuoka nach 27:33 min auf dem 33. Platz. Im Dezember gelangte sie dann bei den Crosslauf-EM in San Giorgio su Legnano nach 26:26 min auf den 23. Platz im Einzelbewerb. Bei den Crosslauf-Weltmeisterschaften 2007 in Mombasa wurde sie in 30:08 min 43. und im Dezember gelangte sie bei den Crosslauf-EM in Toro mit 27:58 min auf den 20. Platz.
2008 lief sie bei den Crosslauf-WM in Edinburgh nach 28:16 min auf dem 61. Platz ein und bei den Crosslauf-EM in Brüssel wurde sie in 30:50 min 55. Im Jahr darauf wurde sie bei den Crosslauf-Weltmeisterschaften 2009 in Amman nach 28:08 min 20. im Einzelrennen und im Juli belegte sie bei den Mittelmeerspielen in Pescara in 15:36,86 min den vierten Platz über 5000 Meter. Anschließend schied sie bei den Weltmeisterschaften in Berlin mit 15:54,32 min in der Vorrunde aus. Bei den Crosslauf-Weltmeisterschaften 2010 in Bydgoszcz erreichte sie nach 27:23 min Rang 54 und im Juni siegte sie bei den Ibero-Amerikanischen Meisterschaften in San Fernando in 15:43,20 min über 5000 Meter. Anschließend gelangte sie bei den Europameisterschaften in Barcelona mit 14:35,01 min auf den achten Platz. 2012 gelangte sie bei den Europameisterschaften in Helsinki mit 15:27,62 min erneut auf den achten Platz über 5000 Meter und schied anschließend bei den Olympischen Sommerspielen in London mit 15:20,39 min in der ersten Runde aus. 2016 bestritt sie ihre letzten offiziellen Wettkämpfe und beendete daraufhin ihre aktive sportliche Karriere im Alter von 38 Jahren.
In den Jahren 2006, 2009 und 2010 wurde Plá spanische Meisterin im 5000-Meter-Lauf.

## Persönliche Bestzeiten
- 1500 Meter: 4:17,78 min, 13. Juni 2008 in Huelva
- 3000 Meter: 8:58,09 min, 9. Juni 2010 in Huelva
  - 3000 Meter (Halle): 9:48,87 min, 20. Januar 2008 in Vilafranca del Penedès
- 5000 Meter: 15:20,39 min, 7. August 2012 in London
- 10.000 Meter: 33:43,29 min, 9. April 2016 in Maia
- 10-km-Straßenlauf: 32:24 min, 31. Dezember 2000 in Barcelona